# Platform as a service
Plataforma com a servei (de l'anglès platform-as-a-service) es refereix a una categoria de serveis al núvol que proveeix una plataforma de computació completa com a servei. És un model de serveis de computació al núvol, com també ho són SaaS (Software-as-a-service) i IaaS (Infrastructure-as-a-Service). En aquest model, el proveïdor ofereix la xarxa, els servidors, l'emmagatzematge, aplicacions, repositoris, i en definitiva tot el que calgui per a poder hostetjar les aplicacions i serveis creats per als clients.